# Plaque de la mer des Salomon
Pour les articles homonymes, voir Salomon.
La plaque de la mer des Salomon est une microplaque tectonique de la lithosphère de la planète Terre. Sa superficie est de 0,00317 stéradians. Elle est généralement associée à la plaque australienne.
Elle se situe dans l'Ouest de l'océan Pacifique et couvre une partie de la mer des Salomon.
La plaque de la mer des Salomon est en contact avec les plaques de Woodlark, de Bismarck Sud, de Bismarck Nord et pacifique.
Ses frontières avec les autres plaques sont notamment formées de la fosse de Bougainville sur la côte Sud des îles de Nouvelle-Bretagne et de Bougainville.
Le déplacement de la plaque de la mer des Salomon se fait à une vitesse de rotation de 1,48° par million d'années selon un pôle eulérien situé à 19°53' de latitude Nord et 135°02' de longitude Est (référentiel : plaque pacifique).

## Sources
- (en) Peter Bird, An updated digital model of plate boundaries, vol. 4, Geochemistry Geophysics Geosystems, 14 mars 2003 (DOI 10.1029/2001GC000252, Bibcode 2003GGG.....4.1027B, lire en ligne)